# Lammijärvi (Hietaniemi socken, Norrbotten, 735886-185596)
Lammijärvi är en sjö i Övertorneå kommun i Norrbotten och ingår i Torneälvens huvudavrinningsområde.